# Khavanewadi, Hukeri
Khavanewadi là một làng thuộc tehsil Hukeri, huyện Belgaum, bang Karnataka, Ấn Độ.